# سیکالاتوا
سیکالاتْوا (به فنلاندی: Siikalatva) یک منطقهٔ مسکونی در فنلاند است که در اُولو واقع شده‌است.

## خواهرخوانده
شهر دهستان تاپا خواهرخواندهٔ سیکالاتوا هست.